# منظمة الخليج للاستشارات الصناعية
تأسست «منظمة الخليج للاستشارات الصناعية» (جويك) عام 1976م من قبل الدول الأعضاء في مجلس التعاون الخليجي: دولة الإمارات العربية المتحدة، مملكة البحرين، المملكة العربية السعودية، سلطنة عُمان، دولة قطر، دولة الكويت، وانضمت إليها جمهورية اليمن عام 2009م. نصت المادة الأولى من اتفاقية إنشاء «جويك» على أن تكون منظمة إقليمية، تعرف بـ «منظمة الخليج للاستشارات الصناعية»، وتتمتع بالشخصية القانونية الدولية.
و وفقاً للمادة الثالثة من اتفاقية الإنشاء فإن الغرض من إنشاء المنظمة هو تحقيق التعاون والتنسيق الصناعي بين الدول الأعضاء من خلال جمع ونشر المعلومات عن مشروعات وسياسات التنمية الصناعية، وتقديم المقترحات الخاصة بإقامة مشروعات صناعية مشتركة بين الدول الأعضاء، وتقديم التوصيات للتوفيق بين مشروعات التنمية الصناعية، وتنسيق وتطوير التعاون الفني والاقتصادي بين الشركات والمؤسسات الصناعية القائمة أو التي ستقام، وتقديم المساعدة الفنية في تحضير وتقييم المشروعات الصناعية، وإعداد البيانات والدراسات المتعلقة بالصناعة. وتتألف هيكلة المنظمة من مجلس المنظمة والأمانة العامة، والمجلس يتكون من ممثلين عن الدول الأعضاء تختارهم حكوماتهم.

## ما الذي تقدمه «جويك»؟
- توفير البيانات والمعلومات والمشاريع والسياسات الصناعية.
- تقديم مقترحات حول المشاريع الصناعية الحيوية، التي يمكن تنفيذها بواسطة دول مجلس التعاون وجمهورية اليمن على أسس مشاريع مشتركة.
- تقديم توصيات في ما يتصل بالتنسيق والتكامل للمشاريع الصناعية في دول مجلس التعاون وجمهورية اليمن.
- تعزيز التعاون الاقتصادي والفني بين المؤسسات الصناعية العاملة حالياً والمخطط لها مستقبلاً.
- تقديم المساعدة في الإعداد أو تقييم الدراسات الصناعية.
- إجراء دراسات وتحليل البيانات الصناعية.
- التدريب في مختلف المجالات الصناعية.
- ترويج الشعارات والعلامات التجارية.